# Sahjanwan
Sahjanwan es un pueblo y nagar Panchayat situado en el distrito de Gorakhpur en el estado de Uttar Pradesh (India). Su población es de 32886 habitantes (2011). 

## Demografía
Según el censo de 2011 la población de Sahjanwan era de 32886 habitantes, de los cuales 17383 eran hombres y 15503 eran mujeres. Sahjanwan tiene una tasa media de alfabetización del 77,18%, superior a la media estatal del 67,68%: la alfabetización masculina es del 87,30%, y la alfabetización femenina del 65,87%.